# Telesur
Telesur (Televisión del Sur, „Fernsehen des Südens“) ist ein in Venezuela betriebener TV-Satellitensender, der im Juli 2005 den Sendebetrieb aufgenommen hat mit dem Anspruch, eine internationale Nachrichten-Sicht von Lateinamerika zu zeigen. Der vollständige Name der Betreibergesellschaft lautet Nueva Televisión del Sur C.A.

## Konzept
Die Idee Fidel Castros, eine Art „lateinamerikanisches CNN“ zu gründen, wurde später vom Präsidenten Venezuelas, Hugo Chávez, aufgegriffen und realisiert. Der Sender versteht sich als Kanal für die Integration Lateinamerikas und ist gedacht als Gegengewicht zu den privaten, US-amerikanischen Fernsehstationen CNN und Univision, sowie der britischen BBC. Der Sender dient keinem gewinnorientierten Zweck.

## Struktur

Länder, die an teleSUR beteiligt sind
Länder, die ehemals an teleSUR beteiligt waren

Präsidentin Patricia Villegas ist seit dem Gründungsjahr bei dem Sender. Unter anderem arbeitete sie als Moderatorin und Nachrichten-Chefredakteurin. Vizepräsident ist formell der aus Uruguay stammende Journalist Aram Aharonian. Wegen interner Konflikte lässt er dieses Amt jedoch seit Ende 2007 ruhen. Der Hauptsitz des Senders befindet sich in Caracas. Er wird unterstützt durch Korrespondenten aus Bogotá, Brasília, Buenos Aires, Mexiko-Stadt, Havanna, Montevideo, La Paz und Washington sowie Mitarbeitern in anderen Städten.
Im Beirat sitzen angesehene lateinamerikanische und internationale Intellektuelle wie der Nobelpreisträger Adolfo Maria Pérez Esquivel, der Dichter und ehemalige Kulturminister der sandinistischen Regierung Nicaraguas, Ernesto Cardenal, die Schriftsteller Eduardo Galeano und Tariq Ali, der Historiker Ignacio Ramonet, der Schauspieler Danny Glover und der Programmierer Richard Stallman. 
TeleSUR ist eine Aktiengesellschaft, deren ursprüngliche Aktionäre die Regierungen der Länder Argentinien, Bolivien, Kuba, Ecuador, Nicaragua, Uruguay und Venezuela waren. Venezuela hält die Aktienmehrheit.
Im August 2008 unterzeichneten die Informationsminister von Paraguay und Venezuela, Efraín Alegre und Andrés Izarra, eine Absichtserklärung, der zufolge sich die einen Tag zuvor angetretene Regierung von Fernando Lugo schrittweise an dem Sender beteiligt. Paraguay ist der achte Mitgliedstaat bei teleSUR.
Der zweitgrößte Anteilseigner Argentinien veröffentlichte im Jahr 2016 Telesur nicht weiter zu finanzieren, da dessen Beiträge im politischen Sinn nicht frei seien. Im November 2019 stoppte Bolivien nach einem blutigen Putsch rechtsradikaler Kräfte die Ausstrahlung des Senders in seinem Land. Am 13. März 2020 stoppte Uruguay die Finanzierung des Senders.

## Kooperationen
Brasilien trägt inhaltlich und technologisch in kleinerem Rahmen zum Projekt bei, ist aber darüber hinaus nicht beteiligt, weil das Land mit TV Brasil ein eigenes Projekt verfolgt. In Brasilien wird das Programm von teleSUR mit portugiesischen Untertiteln ausgestrahlt. Ein Teil des Programms wird auch auf Portugiesisch ausgestrahlt.
Im Januar 2006 verständigten sich teleSUR und der arabische Sender Al Jazeera auf eine Zusammenarbeit. Die Vereinbarung sieht den Austausch von Programminhalten und von Erfahrungen bei der Ausbildung von Journalisten und Fernsehtechnikern vor.
Es besteht ein Kooperationsabkommen mit der staatlichen argentinischen Nachrichtenagentur Télam. Beide Medien sichern darin zu, Nachrichten verschiedener Formate auszutauschen.
TeleSUR hat dem Staat Nicaragua in einer am 3. Juni 2007 unterzeichneten Absichtserklärung Hilfe bei der Gründung eines öffentlich-rechtlichen Fernsehsenders zugesagt.
TeleSUR hilft Ecuador bei der Einrichtung von Ecuador TV, dem ersten öffentlichen Fernsehsender des Landes, der am 29. November 2007 seinen Sendebetrieb aufnahm. Der Sender, dessen Empfang in einer ersten Phase zunächst auf die Hauptstadt Quito beschränkt ist, übernimmt auch Programme von teleSUR.

## Inhalte
Der 24-Stunden-Sendebetrieb besteht überwiegend aus Nachrichtensendungen, Analysen, Chroniken, Reportagen, Interviews und Dokumentarfilmen. Ziel ist eine bessere Repräsentation spezifischer lateinamerikanischer Themen im internationalen Medienangebot sowie die Förderung der Integration Lateinamerikas durch Darstellung der gemeinsamen Geschichte und Werte. Inhaltliche Schwerpunkte sind neben der Berichterstattung über aktuelle Ereignisse (etwa 40 Prozent der Sendezeit), Themen aus Kunst, Kultur, Geschichte, Geographie und Natur. TeleSUR soll in Lateinamerika als Gegengewicht zu den US-amerikanischen Privatsendern CNN und Univisión Communications (Univision) wirken.

## Kritik
Im Vorfeld der Aufnahme des Sendebetriebs befürchteten Kritiker wegen der vorwiegend durch die venezolanische Regierung sichergestellten Finanzierung, dass der Sender vorwiegend als Sprachrohr für die bolivarianische Revolution von Hugo Chávez diene und bezeichneten ihn daher auch spöttisch als TeleChavez. Auch die Bezeichnungen „CNN des Südens“ und „Al-Bolívar“, in Anlehnung an den arabischen Nachrichtensender Al Jazeera, waren zu lesen. Aufgrund von Befürchtungen einer tendenziell anti-US-amerikanischen Berichterstattung durch den Sender wurde von Seiten der US-Regierungsbehörden die Ausstrahlung eines Gegenprogramms und möglicherweise auch der Einsatz von Störsignalen erwogen.
Nach dem Abschluss eines Kooperationsabkommens zwischen teleSUR und dem Fernsehsender Al Jazeera erklärte Connie Mack, Abgeordneter im US-Repräsentantenhaus, das Abkommen diene der Schaffung eines „weltweiten Fernsehsenders für Terroristen“, was angesichts der erfolgten Bombardierungen der Büros von Al Jazeera in Kabul (2001) und Bagdad (2003) durch die US-Luftwaffe im venezolanischen Informationsministerium Befürchtungen aufkommen ließ, der Sitz von TeleSur in Caracas stelle ein weiteres mögliches Ziel bei einer Bombardierung durch die USA dar.
Von der kolumbianischen Regierung wird dem Sender eine tendenziöse Berichterstattung über den bewaffneten Konflikt zwischen der kolumbianischen Regierung und der FARC vorgeworfen.
Der Vizepräsident des Senders, Aram Aharonian, kritisierte im Dezember 2008 in einem Interview die Leitung des Senders scharf. Er warf ihr vor, den US-Fernsehkanal CNN zu kopieren. Viele Mitarbeiter hätten eine CNN-Mentalität und die Mitarbeiter, denen ihre Arbeit mehr sei als nur Broterwerb, seien sehr isoliert. Unter Hinweis auf die Absetzung der Sendung „Agenda del Sur“, die am Morgen am häufigsten gesehen wurde, sagte er, es gebe bei TeleSur sehr gute Leute, die den Themen auf den Grund gingen, jetzt aber machtlos seien und keinen Sendeplatz mehr bekämen. Die besten Leute hätten den Sender verlassen. TeleSur werde geführt von Unfähigen und Konterrevolutionären im weitesten Sinne des Wortes. Um den Sender zu verändern, müsste er sich von 250 seiner 450 Mitarbeiter trennen. Es sei nicht in Ordnung, wenn der Informationsminister von Venezuela gleichzeitig Präsident des Senders ist und ihn nach Belieben führt (Informationsminister Andrés Izarra war zugleich Präsident von teleSUR). Das Direktorium werde nie zusammengerufen und könne ausgetauscht werden, wenn der Minister das wollte. TeleSur sollte ein mehrstaatliches Unternehmen sein, sei in Wirklichkeit aber ein venezolanisches. Er kritisierte auch, dass man bei TeleSur nur auf Informationssendungen setzt.
Im Februar 2012 machte der Kuba-Korrespondent des arabischen Nachrichtenkanals Al Jazeera, Moutaz al-Qaissia, in einer Twitter-Meldung darauf aufmerksam, dass der Nahost-Korrespondent von TeleSur, Hisham Wannous, parallel zu seiner Arbeit als Journalist auch als offizieller Dolmetscher für den syrischen Staatspräsidenten Baschar al-Assad tätig ist, was ernste Fragen zur journalistischen Professionalität des Senders aufwerfe. Auf Fotos von Staatsbesuchen Assads in Kuba und Venezuela vom Juni 2010, die auf der Webseite des Präsidenten veröffentlicht wurden, ist Wannous jeweils als offizieller Dolmetscher an der Seite von Assad bei den Gesprächen mit den Präsidenten Raúl Castro sowie Hugo Chávez zu sehen.

## Empfang
In Europa, Nordafrika und dem Nahen Osten ist der Empfang (unverschlüsselt) möglich auf Astra 19,2° Ost (Frequenz 11,068 GHz vertikal, SR 22000, FEC 5/6), Hispasat 30,0° West (11.972 MHz vertikal, SR 27.500, FEC 3/4) und Eutelsat Hot Bird 13B 13° Ost (11.727 MHz vertikal, SR 27.500, FEC 3/4).
In Nord- und Lateinamerika und der Karibik kann der Sender über die Satelliten NSS 806 und Simón Bolívar empfangen werden. Dank der Abkommen und Vereinbarungen, die mit anderen regionalen und unabhängigen Fernsehstationen unterzeichnet wurden, ist der Sender auch in vielen Kabelnetzen verfügbar.
In Kuba kann das Programm regulär empfangen werden, es ist einer der fünf in Kuba empfangbaren Kanäle. Am Nachmittag wird dann auf der gleichen Frequenz der Bildungskanal 2 gesendet.

### Telesur English
Seit Juli 2014 existiert unter dem Namen „Telesur English“ eine englischsprachige Website, die über Themen aus Lateinamerika und der ganzen Welt berichtet. Rolando Segura kündigte im Interview mit der Tageszeitung junge Welt an, dass ab dem 25. Juli 2015 auch ein global empfangbarer englischsprachiger Fernsehkanal starten soll.